# Enzo Roco
Enzo Pablo Roco Roco (ur. 16 sierpnia 1992 w Ovalle) – chilijski piłkarz grający na pozycji środkowego obrońcy. Obecnie jest zawodnikiem saudyjskiego Al-Tai.
Do lipca 2014 nazywał się Enzo Pablo Andía Roco.
12 lutego 2012 zadebiutował w reprezentacji w meczu z Paragwajem.

## Gole w reprezentacji
| # | Data          | Miejsce                               | Przeciwnik | Gol na | Rezultat | Turniej    |
| - | ------------- | ------------------------------------- | ---------- | ------ | -------- | ---------- |
| 1 | 21 marca 2012 | Estadio Carlos Dittborn, Arica, Chile | Peru       | 2–1    | 3–1      | Towarzyski |